# Jim Belushi
James Adam "Jim" Belushi (Chicago, Illinois, 15 de juny del 1954) és un actor còmic, cantant, i músic estatunidenc. Conegut sobretot per According to Jim, és el germà petit de John Belushi.

## Biografia
És fill d'Agnes (de soltera Samaras), d'ascendència grega, i Adam Belushi (1918-96), un immigrant albanès, que va deixar el seu poble natal, Qytezë, l'any 1934 amb setze anys. Es va criar en un suburbi de Chicago, juntament amb els seus tres germans. Després de graduar-se de Wheaton Central High School, Jim Belushi va anar al Col·legi de DuPage i es va graduar en la Southern Illinois University Carbondale, amb un grau en Teatre de les Arts.
Jim va començar al món del cinema seguint els passos del seu germà John, que moriria prematurament per consum de drogues. Més tard va ser membre resident de famosa segona ciutat de Chicago, de 1976 a 1980. Cap a l'any 1979, va marxar a Hollywood, on Garry Marshall el va incloure en el repartiment de la sèrie «Who’s Watching the Kids» (1979) i més tard en «Working Stiffs» (1979), al costat de Michael Keaton.

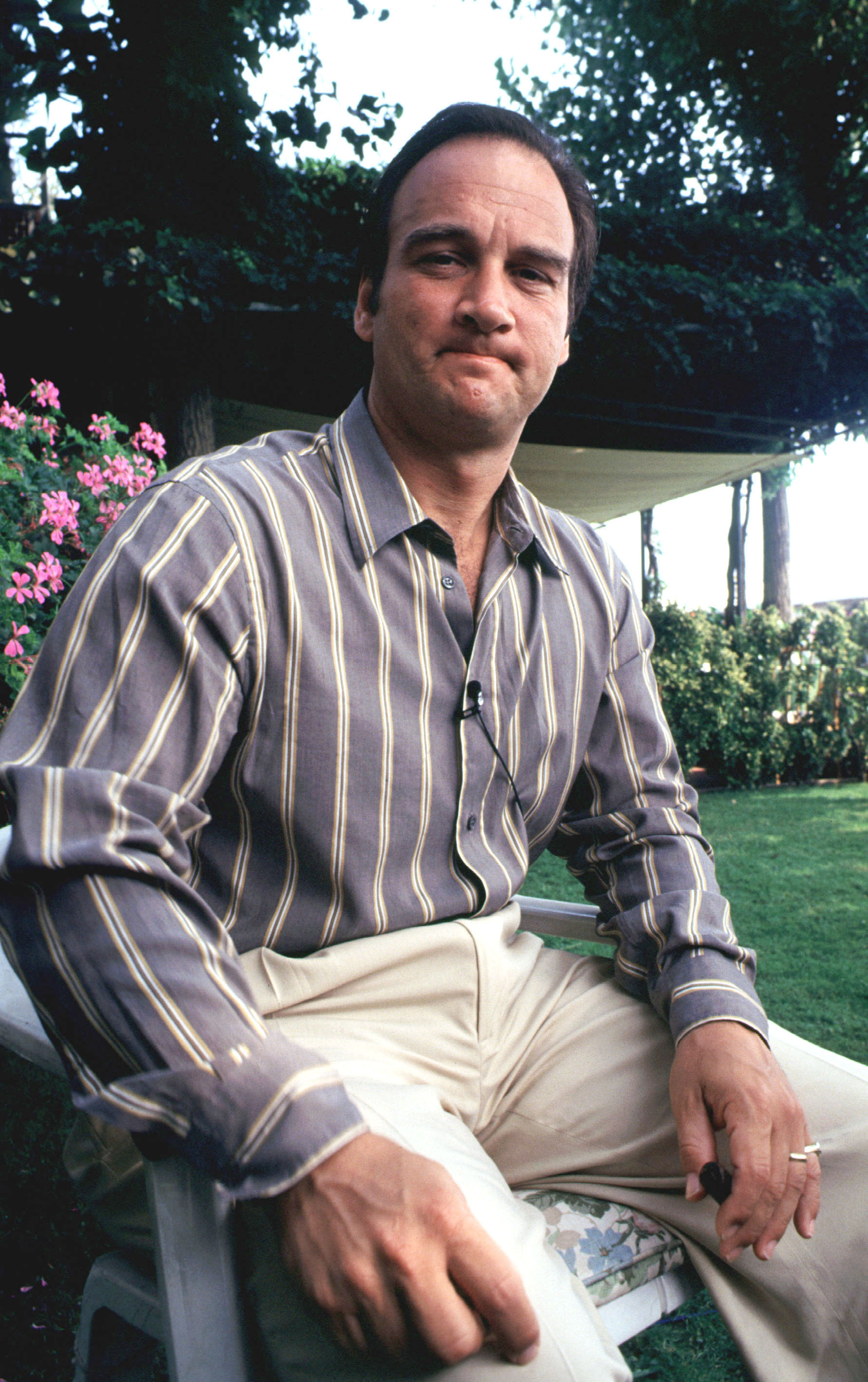
Belushi en el Festival de Cinema de Venècia a Venècia l'any 1982

Va començar la seva carrera al final de la dècada del 1970 en sèries de televisió. Va debutar al cinema l'any 1981 en la pel·lícula de Michael Mann, Lladre, que protagonitzava James Caan.
Va canviar de registre en la seva següent pel·lícula i va treballar en el drama Svador, dirigit per Oliver Stone, on va conèixer a James Woods. Va realitzar diversos papers menors en produccions menors destacant entre aquests títols la versió musical de la botiga dels horrors de Frank Oz. El 1987 protagonitza El rector de Christopher Cain, pel·lícula en la qual és el protagonista absolut. Després comparteix protagonisme amb Arnold Schwarzenegger en Danko, calor vermella, en la qual s'uneix a les pel·lícules de parelles de policies contraposades molt en voga al final de la dècada de 1980. Després, Jim va interpretar al Superagent K9, on és un policia que té com a company a un gos Pastor alemany.

## Televisió
Els anys noranta començarien com havia acabat la dècada anterior. Jim continuaria protagonitzant comèdies comercials entre les quals La marca de l'assassí i Només falta l'assassí.
Entre els títols per a televisió, cal ressenyar com a actor i guionista Saturday Night Live (com a guionista de 1983-1985); «Parallel Lives» (1994); «Wild Palms» (1993), minisèrie d'Oliver Stone i ABC; el telefilm Sahara (1995); i la  sèrie Beggars and Choosers (1999-2001).
El 1995, les seves actuacions al cinema van començar a decréixer i a incrementar-se els seus papers en la televisió. Moltes de les seves interpretacions que ha fet després de 2001 són pel·lícules destinades al mercat del vídeo que no són estrenades en pantalla gran. Dotze anys més tard, Jim rodaria una seqüela estrenada directament al mercat del vídeo, titulada Super agent K911, a la qual li seguiria Superagent K9 P.I., el 2002.
Amb el canvi de segle, havent aconseguit mantenir la seva popularitat aconsegueix tenir la seva pròpia sèrie de televisió, El món segons Jim, que es va emetre en la televisió nord-americana des del 3 d'octubre de 2001 fins al 2 de juny de 2009.

## Filmografia
| Any     | Títol                                                    | Paper                          | Notes                                  |
| ------- | -------------------------------------------------------- | ------------------------------ | -------------------------------------- |
| 1978    | The Fury                                                 | Beach Bum                      | No surt als crèdits                    |
| 1979    | Working Stiffs                                           | Ernie O'Rourke                 | 9 episodis                             |
| 1981    | Lladre (Thief)                                           | Barry                          |                                        |
| 1983    | Trading Places                                           | Harvey                         |                                        |
| 1983–85 | Saturday Night Live                                      | Various                        | 33 episodis; també guionista           |
| 1985    | L'home de la sabata vermella (The Man with One Red Shoe) | Morris                         |                                        |
| 1986    | La botiga dels horrors (Little Shop Of Horrors)          | Patrick Martin                 | Cameo                                  |
| 1986    | Salvador                                                 | Doctor Rock                    |                                        |
| 1986    | Jumpin' Jack Flash                                       | Sperry Repair Man              |                                        |
| 1986    | Va passar ahir a la nit (About Last Night...)            | Bernie Litgo                   |                                        |
| 1987    | El rector (The Principal)                                | Principal Rick Latimer         |                                        |
| 1987    | Real Men                                                 | Nick Pirandello                |                                        |
| 1988    | Danko (Red Heat)                                         | Detectiu Sergent Arthur Ridzik |                                        |
| 1989    | K-9                                                      | Detectiu Michael Dooley        |                                        |
| 1989    | Homer and Eddie                                          | Homer Lanza                    |                                        |
| 1989    | Who's Harry Crumb?                                       | Man on Bus                     | No surt als crèdits, cameo             |
| 1990    | Milionari a l'instant (Taking Care of Business)          | Jimmy Dworski                  |                                        |
| 1990    | Mr. Destiny                                              | Larry Joseph Burrows           |                                        |
| 1990    | Masters of Menace                                        | Gypsy                          |                                        |
| 1990    | Dimenticare Palermo                                      | Carmine Bonavia                |                                        |
| 1990    | Wedding Band                                             | Reverend                       |                                        |
| 1991    | Curly Sue                                                | Bill Dancer                    |                                        |
| 1991    | Diary of a Hitman                                        | Shandy                         |                                        |
| 1991    | Only the Lonely                                          | Salvatore Buonarte             |                                        |
| 1991    | Abraxas, Guardian of the Universe                        | Principal Rick Latimer         |                                        |
| 1992    | La marca de l'assassí (Traces of Red)                    | Jack Dobson                    |                                        |
| 1992    | Once Upon a Crime                                        | Neil                           |                                        |
| 1993    | Wild Palms                                               | Harry Wyckoff                  | 5 episodis                             |
| 1993    | Last Action Hero                                         | ell mateix                     | Cameo                                  |
| 1994    | Royce                                                    | Shane Royce                    | telefilm                               |
| 1994    | Parallel Lives                                           | telefilm                       |                                        |
| 1994–97 | Aaahh!!! Real Monsters                                   | Simon the Monster Hunter       | veu, 8 episodis                        |
| 1995    | Sahara                                                   | Sergeant Joe Gunn              | telefilm                               |
| 1995    | Canadian Bacon                                           | Charles Jackal                 |                                        |
| 1995    | Separate Lives                                           | Tom Beckwith                   |                                        |
| 1995    | The Pebble and the Penguin                               | Rocko                          | veu                                    |
| 1995    | Destiny Turns on the Radio                               | Tuerto                         |                                        |
| 1995    | Irving                                                   | Gay Vampire #2                 | Cameo                                  |
| 1995–96 | Gargoyles                                                | Fang                           | veu, 3 episodis                        |
| 1996    | Jingle All the Way                                       | Mall Santa                     |                                        |
| 1996    | La cursa del sol (Race the Sun)                          | Frank Machi                    |                                        |
| 1996    | Gold in the Streets                                      | Mario                          |                                        |
| 1996    | Pinky and the Brain                                      | personatges addicionals        | veu, 3 episodis                        |
| 1996–97 | Mighty Ducks                                             | Phil Palmfeather               | veu, 23 episodis                       |
| 1996    | 9: The Last Resort                                       | Salty                          | veu                                    |
| 1996–99 | Hey Arnold!                                              | Coach Jack Wittenberg          | veu, 4 episodis                        |
| 1997    | L'ombra dels culpables (Gang Related)                    | Frank Divinci                  |                                        |
| 1997    | Retroactive                                              | Frank Lloyd                    |                                        |
| 1997    | Living in Peril                                          | Harrison/Oliver                |                                        |
| 1997    | Disney's Bad Baby                                        | Dad                            | veu                                    |
| 1997    | Wag the Dog                                              | ell mateix (com a Jim Belushi) |                                        |
| 1997    | Total Security                                           | Steve Wegman                   | 13 episodis                            |
| 1998    | Overnight Delivery                                       | Overnight Delivery Boss        | escenes esborrades                     |
| 1999    | Angel's Dance                                            | Stevie 'The Rose' Rosellini    |                                        |
| 1999    | Made Men                                                 | Bill "The Mouth" Manucci       |                                        |
| 1999    | K-911                                                    | Detective Michael Dooley       |                                        |
| 1999    | My Neighbors the Yamadas                                 | Takashi                        | English dub                            |
| 1999    | The Florentine                                           | Billy Belasco                  |                                        |
| 1999    | The Nuttiest Nutcracker                                  | Reginald the Mouse King        | veu                                    |
| 2000    | Return to Me                                             | Joe Dayton                     |                                        |
| 2000    | Who Killed Atlanta's Children?                           | Pat Laughlin                   |                                        |
| 2001    | Joe Somebody                                             | Chuck Scarett                  |                                        |
| 2001    | ER                                                       | Dan Harris                     | episodi: "Piece of Mind"               |
| 2001–09 | According to Jim                                         | James "Jim" Orenthal           | 182 episodis; també productor executiu |
| 2002    | Snow Dogs                                                | Demon                          | Veu, cameo                             |
| 2002    | Pinotxo (Pinocchio)                                      | el granger                     | veu anglesa                            |
| 2002    | One Way Out                                              | Harry Wooltz                   |                                        |
| 2002    | K-9: P.I.                                                | Detectiu Michael Dooley        |                                        |
| 2003    | Easy Six                                                 | Elvis                          |                                        |
| 2003    | Ozzy & Drix                                              | Captain Quinine                | veu, episodi: "The Conqueror Worm"     |
| 2004    | DysEnchanted                                             | Doctor (The Shrink)            |                                        |
| 2004    | Less Than Perfect                                        | Eddie Smirkoff                 |                                        |
| 2005    | Hoodwinked!                                              | Kirk the Woodsman              | veu                                    |
| 2006    | Casper's Scare School                                    | Alder                          | veu                                    |
| 2006    | The Wild                                                 | Benny                          | veu                                    |
| 2006    | Tugger: The Jeep 4x4 Who Wanted to Fly                   | Tugger                         | veu                                    |
| 2007    | Underdog                                                 | Dan Unger                      |                                        |
| 2007    | Once Upon a Christmas Village                            | Santa Claus                    | veu                                    |
| 2008    | Scooby-Doo! and the Goblin King                          | Glob                           | veu                                    |
| 2008    | Snow Buddies                                             | Saint Bernie                   | veu                                    |
| 2010    | The Ghost Writer                                         | John Maddox                    |                                        |
| 2010    | The Defenders                                            | Nick Morelli                   | 18 episodis                            |
| 2011    | Cougars, Inc.                                            | Dan Fox                        |                                        |
| 2011    | New Year's Eve                                           | Building Super                 |                                        |
| 2012    | The Secret Lives of Dorks                                | Bronko                         |                                        |
| 2012    | Thunderstruck                                            | Coach Amross                   |                                        |
| 2012    | Doc McStuffins                                           | Glo-Bo                         | veu, 6 episodis                        |
| 2014    | Legends of Oz: Dorothy's Return                          | Lion                           | veu                                    |
| 2014    | Home Sweet Hell                                          | Les                            |                                        |
| 2015    | Show Me a Hero                                           | Angelo R. Martinelli           | 3 episodis                             |
| 2015    | Building Belushi                                         | Himself                        | 6 episodis                             |
| 2015    | Urban Cowboy                                             | Pilot                          |                                        |
| 2016    | Undrafted                                                | Jim                            | Post-producció                         |
| 2016    | The Whole Truth                                          | Boone Lassiter                 | Post-producció                         |
| 2017    | Twin Peaks                                               |                                |                                        |
| 2017    | Hey Arnold!: The Jungle Movie                            | Coach Wittenberg               | veu                                    |

## Premis i nominacions[calcitació]
Nominacions
- 1984: Primetime Emmy al millor guió de varietats o programa musical per Saturday Night Live